# Лоладзе, Теймураз Николаевич
Теймураз Николаевич Лоладзе (груз. თეიმურაზ ნიკოლაევიჩი ლოლაძე; 1920—2000) — советский и грузинский учёный в области механики и машиностроения, доктор технических наук, профессор (1959), академик АН Грузинской ССР (1979). Ректор Грузинского государственного политехнического института имени В. И. Ленина (1981—1988). Заслуженный деятель науки и техники Грузинской ССР (1966).

## Биография
Родился 24 мая 1920 года в городе Кутаиси.
С 1937 по 1942 год обучался на машиностроительном факультете Грузинского государственного политехнического института имени В. И. Ленина который окончил с отличием. С 1942 по 1945 год участник Великой Отечественной войны.
С 1946 на педагогической работе в Грузинском политехническом институте в качестве преподавателя и старшего преподавателя. с 1959 года — профессор и заведующего кафедрой технологии машиностроения машиностроительного факультета, проректор и с 1981 по 1988 год — ректор этого университета. В качестве руководителя института Т. Н. Лоладзе был участником программы международных исследований в открытом космосе по созданию комплексов для испытаний трансформируемых крупногабаритных конструкций радиотелескопов наземного и космического базирования, а так же организатором работ по развитию космического криогенного машиностроения, участвовал в создании поршневых микромашин, в том числе насоса жидкого кислорода, вмонтированного в систему энергоснабжения орбитального корабля-ракетоплана многоразовой транспортной космической системы «Буран», созданного в рамках программы «Энергия — Буран».
Одновременно с основной деятельности с 1961 по 1963 и с 1967 по 1969 год являлся руководителем комиссии и главным техническим советником ЮНЕСКО в Бомбейском технологическом институте в Индии и в  Минсурском политехническом институте в Египте.

### Научно-педагогическая деятельность и вклад в науку
Основная научно-педагогическая деятельность Т. Н. Лоладзе была связана с вопросами в области механики и машиностроения, занимался исследованиями в области разработки теории прочности и износа режущего инструмента, теории резания металлов и механики процесса стружкообразования, занимался разработкой вопросов напряженно-деформированного состояния режущей части инструмента. Под руководством Т. Н. Лоладзе была создана теория пластической и хрупкой прочности.
Т. Н. Лоладзе являлся — действительным членом (с 1966) и членом Президиума (1985—1988) Международного научно-исследовательского общества машиностроительного производства, почётным членом Американского общества инженеров-механиков (с 1983), почётным доктором Кошицкой высшей технической школы в Чехословакии (с 1977), Дрезденского технического университета в Германии (с 1982) и Харьковского государственного политехнического университета на Украине (с 1996 ).
В 1946 году защитил кандидатскую диссертацию, в 1958 году защитил докторскую диссертацию на соискание учёной степени доктор технических  наук по теме: «Износ режущего инструмента». В 1982 году ВАК СССР ему было присвоено учёное звание профессор. В 1974 году был избран член-корреспондентом, а в 1979 году — действительным членом  АН Грузинской ССР.  Д. И. Джапаридзе было написано более двухсот научных работ, в том числе двадцати монографий которые переведены и изданы в Чехословакии, США, Франции, Англии и Германии, под его руководством было выполнено пятнадцать докторских и сорок кандидатских диссертаций.

## Основные труды
- Стружкообразование при резании металлов. - Москва : Машгиз, 1952. - 200 с.
- Износ режущего инструмента. - Москва : Машгиз, 1958. - 356 с.
- Износ режущего инструмента. - Москва : Машгиз, 1958. - 356 с.
- Резание металлов в ФРГ. - Тбилиси : Изд-во Груз. политехн. ин-та, 1961. - 164 с.
- Износ алмазов и алмазных кругов / Т. Н. Лоладзе, Г. В. Бокучава. - Москва : Машиностроение, 1967. - 112 с.
- Прочность и износостойкость режущего инструмента / Т. Н. Лоладзе. - М. : Машиностроение, 1982. - 320 с.
- Основные вопросы оптимизации технологии машиностроительного производства / Т. Н. Лоладзе. - Тбилиси : Сабчота Сакартвело, 1987. - 248 с.
- Обработка материалов резанием : [Учеб. для Техн. ун-та Грузии] / Т. Лоладзе. - Тбилиси : Ганатлеба, 1990. - 255 с.  ISBN 5-505-00573-X[4]

## Звания
- Заслуженный деятель науки и техники Грузинской ССР (1966)